# Санта Чечилија (Тренто)
Санта Чечилија је насеље у Италији у округу Тренто, региону Трентино-Јужни Тирол.
Према процени из 2011. у насељу је живело 60 становника. Насеље се налази на надморској висини од 181 м.